# Sabine Spitz
Sabine Spitz (nascida em 27 de dezembro de 1971) é uma ciclista alemã, que compete em provas de mountain bike.
É três vezes medalhista olímpica – bronze, ouro e prata no cross-country em Atenas 2004, Pequim 2008 e Londres 2012, respectivamente. Competiu em Sydney 2000 e terminou em nono na mesma prova. Também tornou-se campeã mundial em 2003.